# Silnice II/279

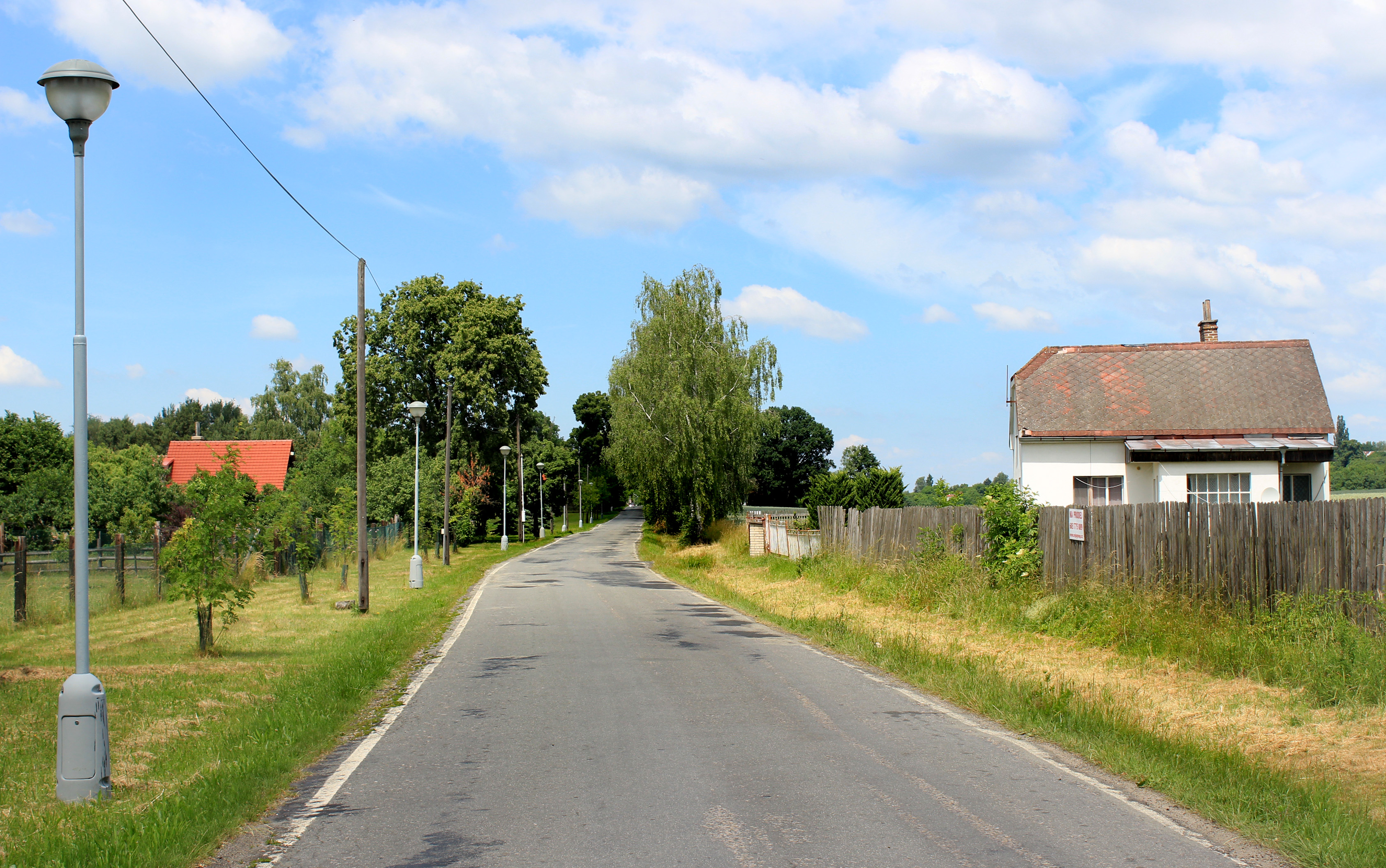
V Rabakově

Silnice II/279 je silnice 2. třídy v Severočeském a Středočeském kraji, která spojuje Kobyly-Podhoru a Mcely. Prochází okresy Liberec, Mladá Boleslav a Nymburk. Její celková délka je 44,5 km.

## Vedení silnice
Okres Liberec
- Podhora
  - vyústění z II/277
- Svijanský Újezd
- Svijany
  - peáž s II/610
- Žďár

Okres Mladá Boleslav
- Dobšín
  - zaústění II/268
  - mimoúrovňové křížení s I/16
- Horní Bousov
- Dolní Bousov
- Řitonice
- Domousnice
- Ujkovice
- Prodašice

Okres Nymburk
- Seletice
- Mcely
  - zaústění do II/275